# Amevida
Die AMEVIDA SE ist ein deutscher Callcenter-Betreiber mit Sitz in Gelsenkirchen. Das Unternehmen gehört zu den großen inhabergeführten Customer-Care-Dienstleistern in Deutschland und bietet für große Unternehmen integriertes Kundenkontaktmanagement für die Bereiche Verkauf, Service und Support an. Amevida betreibt derzeit (2022) zehn Standorte in ganz Deutschland und beschäftigt ca. 2200 Mitarbeitende.

## Geschichte

### Gründung durch Hubertus Küpper
Hubertus Küpper, ehemals Vorstandsmitglied beim Internetprovider Stollcom, übernahm 1998 nach dem Konkurs der Stollcom AG & Co. das von ihm federführend aufgebaute Stollcom-Callcenter in Dortmund. Zusammen mit Karl Ulrich Schönemeyer gründete er daraus die CTD Innovationstechnologie im Dialog GmbH (später Tectum Customer Care Dortmund GmbH). 1998 wurde der zweite Firmenzweig Delfon Kommunikationstechnologie GmbH (später Tectum Sales GmbH), 2002 der Firmenzweig Data Contact GmbH (später Tectum Professional Services GmbH) gegründet. Die drei Unternehmen wurden 2005 in der Firmengruppe TECTUM Consulting GmbH & Co. KG zusammengefasst. 2006 stieß die Tectum Customer Care Essen GmbH zur Firmengruppe; Tectum betrieb nun Callcenter in Dortmund, Essen und Gelsenkirchen.

### Beteiligung durch Quadriga, Expansion, Ausscheiden der Küpper-Familie
2007 beteiligte sich die Frankfurter Beteiligungsgesellschaft Quadriga Capital an Tectum. Fortan hielten die Gründerfamilie Küpper und Quadriga Capital jeweils die Hälfte an der neuen Dachgesellschaft Tectum Consulting GmbH. Hubertus Küpper blieb Vorstandsvorsitzender.
2009 eröffnete Tectum in Oberhausen einen weiteren Standort und expandierte erstmals in internationale Märkte: Die Gruppe übernahm die Alex & Gross Communications GmbH in Schwetzingen und ihre Tochtergesellschaften in Belgien, der Schweiz, Polen und Bulgarien. Die Alex & Gross Communications GmbH firmierte um in die Tectum Business Solutions GmbH. Während die nun unter der Tectum Business Solutions GmbH zusammengefassten europäischen Ländergesellschaften überwiegend Business-to-Business-Dienstleistungen anboten, konzentrierte sich das Geschäft in Deutschland, das über die Tectum Customer Care Essen GmbH, die Tectum Customer Care Dortmund GmbH und die Tectum Professional Services GmbH abgewickelt wurde, auf Callcenter-Dienstleistungen im Business-to-Consumer-Bereich.
In den Jahren von 2007 bis 2012 gehörte Tectum mit 1900 (2007) bis 2800 (2012) Mitarbeitern jeweils zu den zehn größten Callcenter-Betreibern in Deutschland. In dieser Zeit standen viele Unternehmen der Callcenter-Branche wegen ihres Verhaltens als Arbeitgeber in der öffentlichen Kritik. Auch die Tectum-Gruppe erwarb sich ein schlechtes öffentliches Image. Vorwürfe betrafen unter anderem eine sehr geringe Bezahlung der Angestellten. Nach Angaben der Gewerkschaft ver.di waren im Jahr 2008 insgesamt 18 Arbeitsgerichtsverfahren gegen die Tectum Group anhängig, im Jahre 2009 bis Ende April neun Verfahren.
2010 verkaufte die Familie Küpper ihre restlichen Unternehmensanteile an die Quadriga Capital. CEO der Tectum Gruppe wurde zunächst Theo Reichert und ab Juni 2012 Andreas Alex (vormals Geschäftsführer der Tectum Business Solutions GmbH). Der spätere Amevida-Eigentümer Matthias Eickhoff trat im Juni 2012 als CFO in die Geschäftsleitung ein.
Am 7. Dezember 2012 bewilligte das Amtsgericht Essen den Antrag der Unternehmensgruppe auf Einleitung eines Schutzschirmverfahrens im Rahmen des Insolvenzrechts. Im Verlauf des Sanierungsverfahrens kündigte die Geschäftsführung in Abstimmung mit dem Betriebsrat rund 500 Mitarbeiter, um den Fortbestand der Gruppe zu gewährleisten. Über 80 Prozent aller Arbeitsplätze in der Region wurden gesichert und die Standorte erhalten. Im Juli 2013 wurde das Schutzschirmverfahren erfolgreich abgeschlossen.

### Neuausrichtung als Amevida
Neuer Geschäftsführer von Tectum wurde 2013 Matthias Eickhoff. Im Zuge der Neuausrichtung des Unternehmens wurden die Eigentumsverhältnisse der Unternehmensgruppe neu geordnet: Mit Wirkung vom 1. Dezember 2013 trennte sich die Tectum Consulting GmbH von ihrer Tochtergesellschaft Tectum Business Solutions GmbH. Das Business-to-Business-Geschäft der Tectum Business Solutions wurde als Axivas Deutschland GmbH von Quadriga Capital und Andreas Alex weitergeführt, während Eickhoff als nunmehriger Alleineigentümer der Tectum Consulting GmbH das Privatkundengeschäft übernahm.
Zum 1. Juni 2014 übertrug die Tectum Consulting GmbH ihr operatives Geschäft an die neu gegründete Amevida GmbH, deren Geschäftsführer ebenfalls Matthias Eickhoff wurde. Die Tochtergesellschaften Tectum Professional Services GmbH, Tectum Sales GmbH und Tectum Customer Care Essen GmbH firmierten um in Amevida Professional Services, Amevida Sales und Amevida Customer Care Essen.
Ende September 2014 wurde die Bochumer Callcenter-Gesellschaft Sellgate GmbH durch die Dreicom GmbH (alleiniger Gesellschafter wiederum Matthias Eickhoff) übernommen. Bis zur Verschmelzung der Dreicom GmbH mit Amevida in 2018 fungierte die Schwestergesellschaft Dreicom in Bochum und ab 2017 in Düsseldorf als Subkontraktor und Personaldienstleister für Amevida.
2015 entstanden die heutige (2018) Struktur und Rechtsform des Unternehmens: Die Amevida Sales GmbH, die Amevida Customer Care Essen GmbH und die Amevida Professional Services GmbH verschmolzen mit Wirkung zum 26. Mai 2015 mit der Amevida GmbH, und diese zum 9. Juni 2015 auf die Amevida SE.
2017 übernahm Amevida ein Callcenter in Düsseldorf vom bisherigen Betreiber Capita und eröffnete den neuen Firmenhauptsitz in Gelsenkirchen im denkmalgeschützten ehemaligen Verwaltungsgebäude der Thyssen Draht AG.
Durch die 2018 erfolgte Verschmelzung der Schwestergesellschaft Dreicom GmbH mit der Amevida SE gingen alle Dreicom-Arbeitsverhältnisse auf Amevida über (im Zeitraum 2016/17 hatte die Dreicom GmbH 430 Beschäftigte).

## Arbeitnehmerrechte und Kritik
Die frühere Firma Tectum stand wegen ihres Verhaltens als Arbeitgeber mehrfach in der öffentlichen Kritik und erwarb sich ein schlechtes Öffentliches Image.
Medienpräsenz erlangte Tectum durch ein WDR-Interview mit Günter Wallraff aus dem Jahr 2008, in welchem dieser die Tectum Group als Firma bezeichnete, „die nicht nur die Auftraggeber, sondern auch die Angestellten betrügt“.
Die Gewerkschaft ver.di führte in Essen, Dortmund und Gelsenkirchen vor den Toren der Tectum-Betriebe, infolge ihrer Darstellung nach zahlreichen Beschwerden von Angestellten über massive Missstände, eine Informationskampagne über Arbeitnehmerrechte durch. Nach Angaben von ver.di waren allein im Jahr 2008 insgesamt 18 Arbeitsgerichtsverfahren gegen die Tectum Group anhängig, im Jahre 2009 bis Ende April neun Verfahren. 
Am 15. Juli 2009 demonstrierten Tectum-Mitarbeiter vor der Verdi-Zentrale in Bochum-Herne. Ihr Anliegen: eine sachlich richtige Darstellung der Arbeitsbedingungen bei Tectum.
In einer Sendung des Fernsehsenders Sat.1 wurde deutlich, dass Hubertus Küppers Angabe, Löhne zwischen 8,50 und 15 Euro pro Stunde zu zahlen, nicht zutraf. Es wurde eine Lohnabrechnung vorgelegt, in der der garantierte Stundenlohn nur 5,77 Euro betrug.